# Arnau Ortiz Sánchez
Arnau Ortiz Sánchez (Figueras, Gerona, 29 de octubre de 2001) es un futbolista español que juega de centrocampista en el Futbol Club Cartagena de la Segunda División de España, cedido por el Girona F. C.

## Trayectoria
Su carrera deportiva comenzó en la cantera del CF Peralada y en la temporada 2019-20 formaría parte de su plantilla de la Tercera División de España. Tras dos temporadas en el CF Peralada, en 2021 firma por el Girona Fútbol Club "B" con el que disputó 15 encuentros, realizando tres tantos, en el filial del Girona y llegó a ir convocado hasta en cuatro ocasiones con el primer equipo.
El 29 de enero de 2022, firma por el Sociedad Cultural y Recreativa Peña Deportiva de la Segunda Federación hasta el final de la temporada, donde juega 15 partidos en los que anota 4 goles.
El 14 de julio de 2022, fue cedido al Real Murcia Club de Fútbol de la Primera Federación por una temporada.
El 11 de julio de 2023, firma por el Club Deportivo Eldense de la Segunda División de España, cedido por el Girona F. C.Tras una primera mitad de temporada difícil, dónde jugó 425 minutos en 11 partidos, el club catalán canceló el préstamo con el conjunto alicantino, firmando cedido hasta final de temporada con el Fútbol Club Cartagena, manteniéndose en Segunda División.

## Clubes
| Club                                | País   | Año       |
| ----------------------------------- | ------ | --------- |
| CF Peralada                         | España | 2019-2021 |
| Girona F. C. "B"                    | España | 2021-act. |
| Penya Deportiva (cedido)            | España | 2022      |
| Real Murcia Club de Fútbol (cedido) | España | 2022-2023 |
| Club Deportivo Eldense (cedido)     | España | 2023-Act. |